# La Albatalía
La Albatalía es una pedanía perteneciente al municipio de Murcia en la Región de Murcia (España). Cuenta con una población de 2.040 habitantes (INE 2019) y una extensión de 1,920 km². Se encuentra a unos 1,5 km al oeste de Murcia.

## Geografía
Limita con los barrios de Espinardo al noreste y con de San Andrés y San Antón al este. Además también limita con las pedanías murcianas de Guadalupe al noroeste y La Arboleja al sur.

## Demografía
| 1965  | 1974  | 1996  | 2004  |
| ----- | ----- | ----- | ----- |
| 3.703 | 3.654 | 2.281 | 2.234 |

## Economía
El sector predominante de esta pedanía es la industria manufacturera el que predomina. El comercio y la hostelería también tienen relevancia y ya, en un segundo plano, se sitúan la construcción y la agricultura.

## Personalidades
- Anastasio Martínez Hernández escultor

Fulgencio Sánchez Montesinos. Excorredor ciclista amateur 1957 - 1963, profesional 1964 - 1971. Presidente de la Real Federación Española de Ciclismo en el periodo 2004 - 2008. 1º teniente de alcalde en la primera corporación democrática 1979, ayuntamiento de Benicasim (Castellón).
- Datos: Q5961902